# Liste der Schweizer Botschafter in Lettland

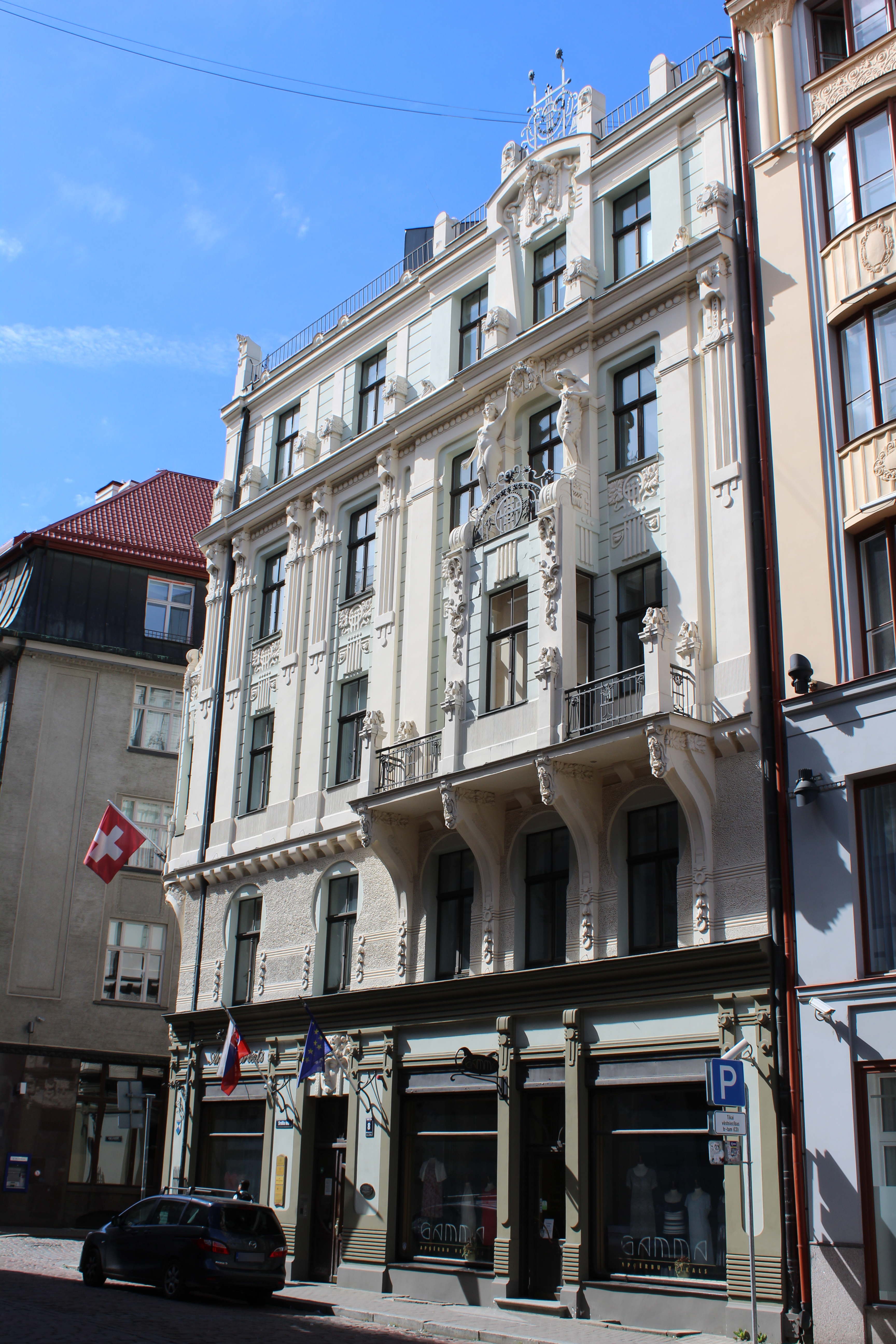
Botschaftsgebäude

Diese Liste enthält alle Schweizer Botschafter in der Republik Lettland.
Der Bundesrat erkannte die 1918 proklamierte Unabhängigkeit der Lettischen Republik im Jahr 1921 an. Bis zur Annexion Lettlands durch die UdSSR im Jahr 1940 unterhielt die Schweizerische Eidgenossenschaft diplomatische Beziehungen. Diese wurden am 5. September 1991 wieder aufgenommen, nachdem die Republik im August 1991 erneut ausgerufen worden war. Die im Juni 1992 eröffnete Schweizer Botschaft in Riga ist auch für die diplomatischen Beziehungen zur Republik Litauen sowie seit 2011 zur Republik Estland zuständig.

## Missionschefs
- 1992–1995: Gaudenz B. Ruf (* 1941)
- 1995–2000: Pierre Luciri (* 1942)
- 2000–2004: Willy Hold (* 1944)
- 2004–2008: Anne Barbara Bauty (* 1949)
- 2008–2012: Gabriela Nützi Sulpizio (* 1952)
- 2012–2013: Walter Haffner (* 1958)[4]
- 2013–2017: Markus Niklaus Paul Dutly[4][5]
- 2017–2021: Konstantin Obolensky[6]
- 2021–heute: Martin Xavier Michelet

## Porträt-Galerie

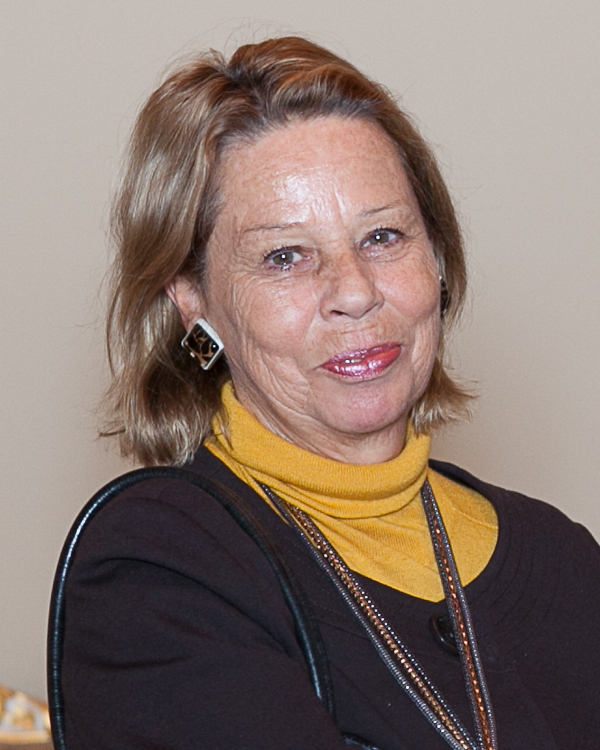
Gabriela Nützi Sulpizio (2012)
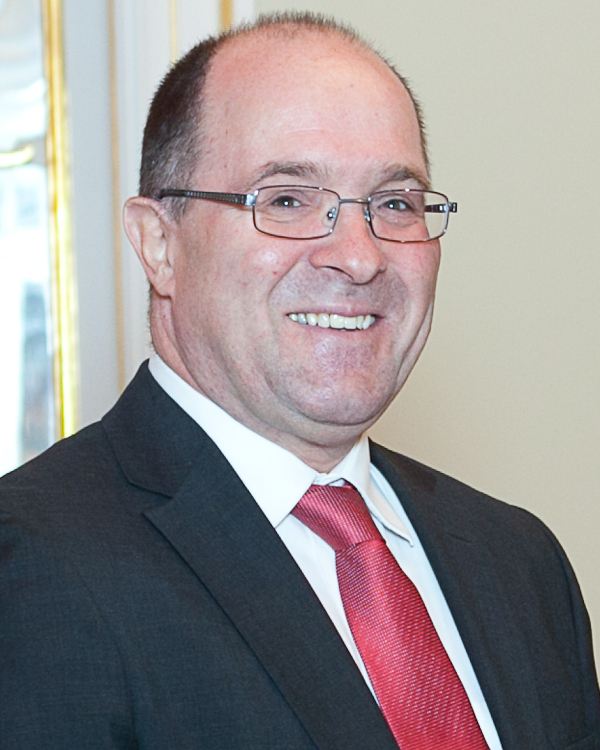
Walter Haffner (2012)
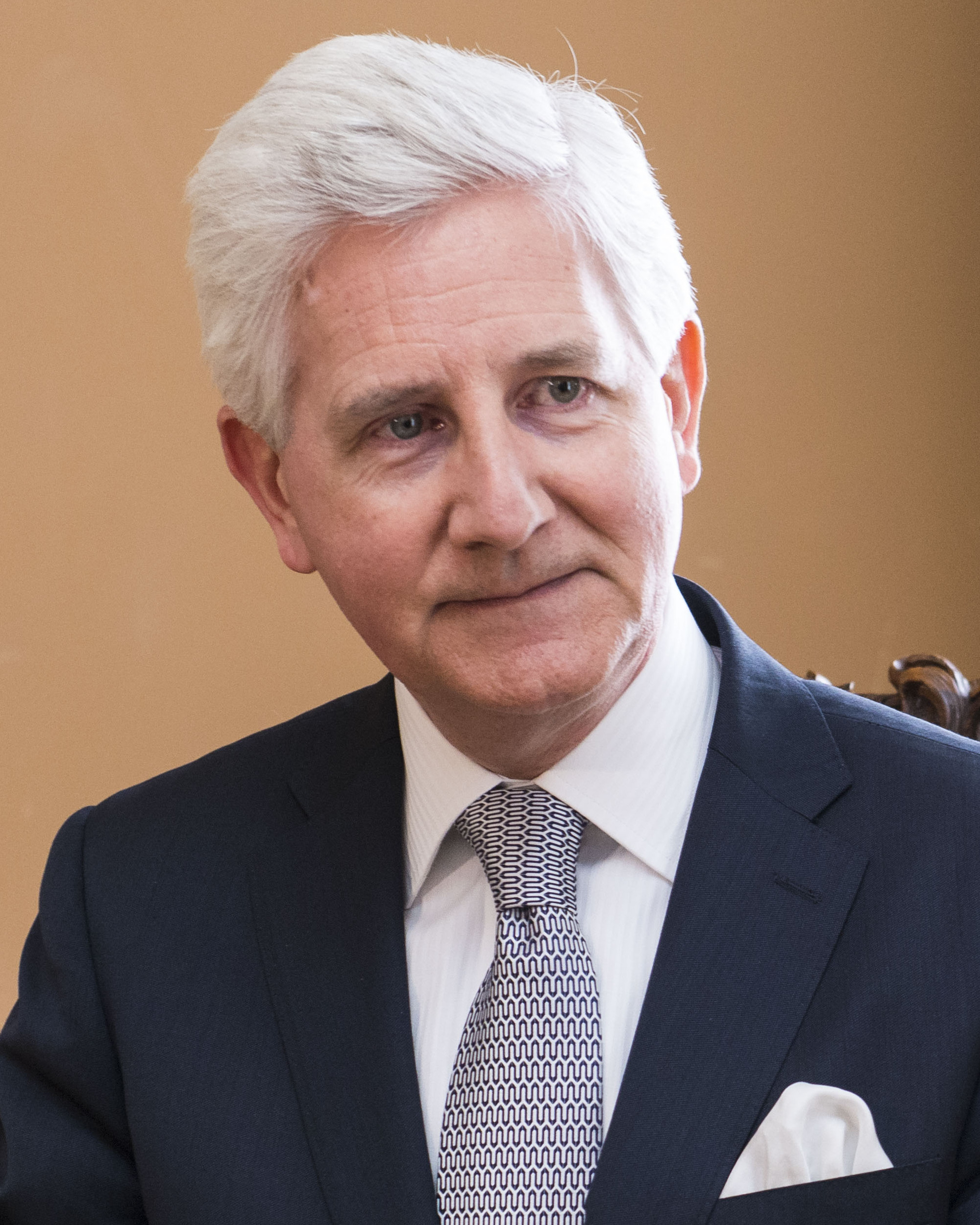
Markus Dutly (2017)
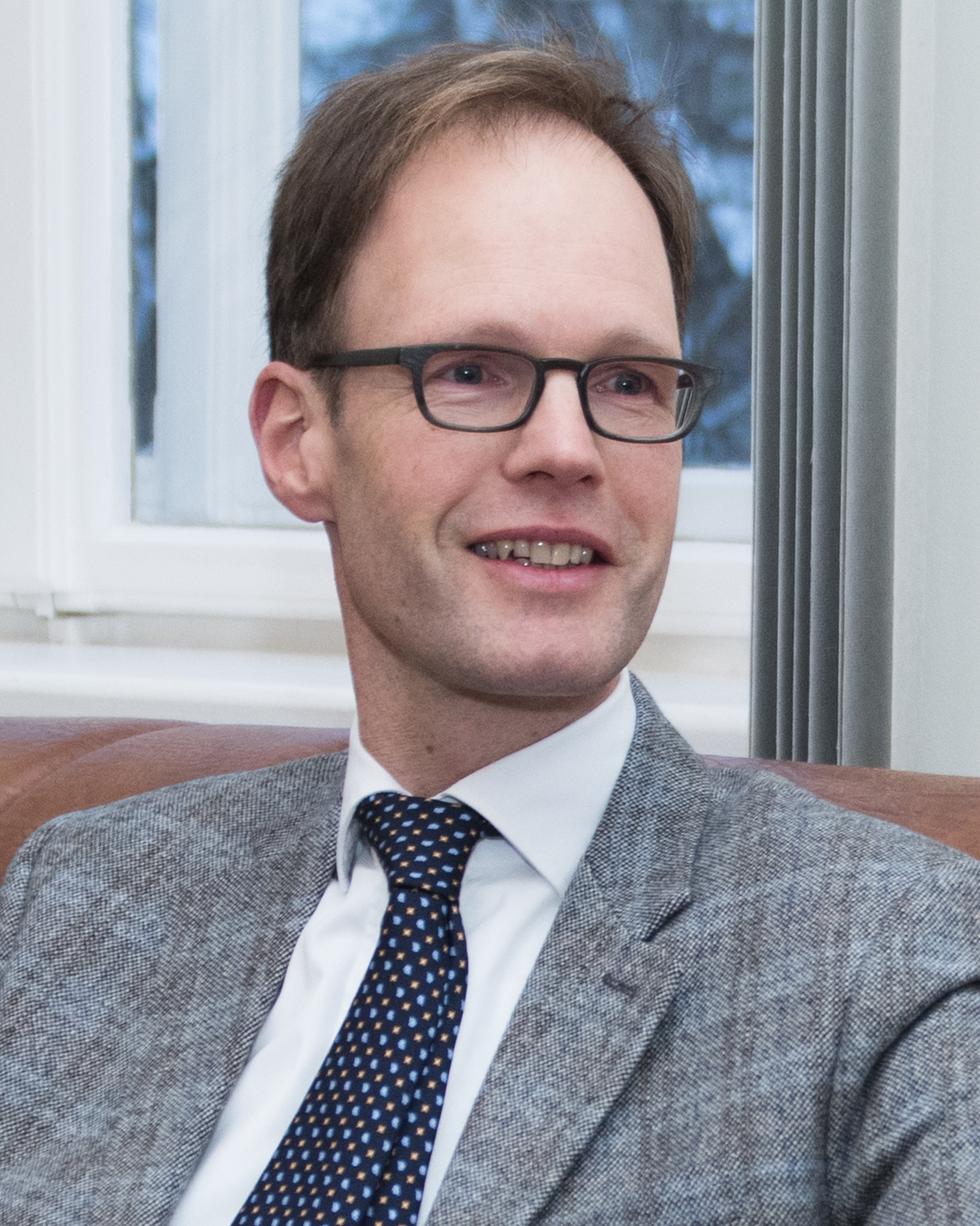
Konstantin Obolensky (2018)
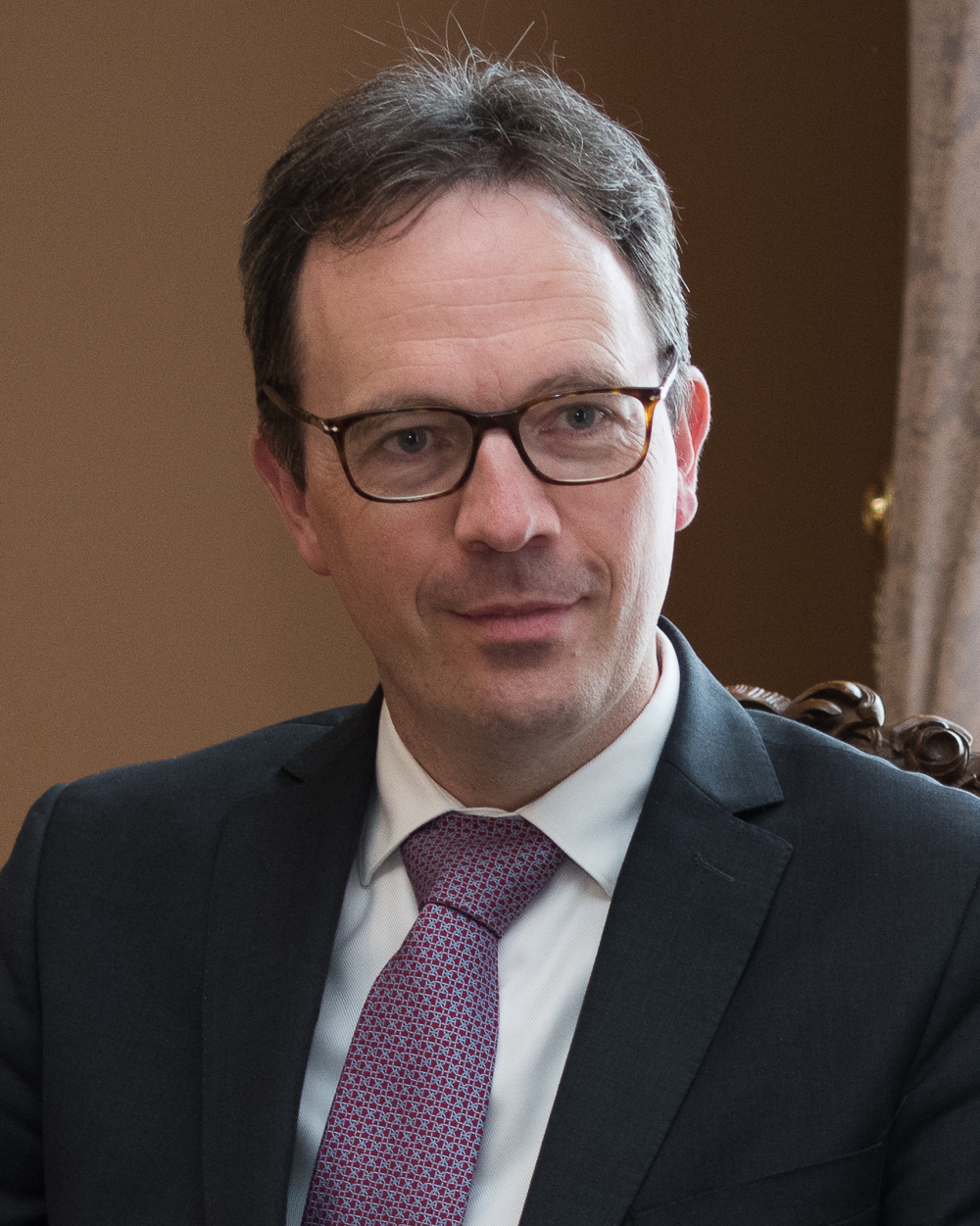
Martin Xavier Michelet (2021)